# Freya dureti
Freya dureti là một loài nhện trong họ Salticidae.
Loài này thuộc chi Freya. Freya dureti được María Elena Galiano miêu tả năm 2001.